# Chorispora iberica
Chorispora iberica är en korsblommig växtart som först beskrevs av Friedrich August Marschall von Bieberstein, och fick sitt nu gällande namn av Dc. Chorispora iberica ingår i släktet hönsrättikor, och familjen korsblommiga växter. Inga underarter finns listade i Catalogue of Life.